# Pseudopachystylum marginalis
Pseudopachystylum marginalis är en tvåvingeart som först beskrevs av Louis-Paul Mesnil och Hiroshi Shima 1978.  Pseudopachystylum marginalis ingår i släktet Pseudopachystylum och familjen parasitflugor. Inga underarter finns listade i Catalogue of Life.